# 长毛绒
长毛绒（英语：plush）是表面起毛，狀似裘皮的立絨織物。多以毛紗為經、棉線為緯而織成。絨面豐滿平整，具亮光及彈性，保暖性能良好。適合做冬季的服裝及絨毛玩具等。